# Sinh mệnh (phim)
Sinh mệnh là một bộ phim điện ảnh Việt Nam đề tài chiến tranh, tâm lý xã hội năm 2006 do Đào Duy Phúc đạo diễn và Nguyễn Mạnh Tuấn viết kịch bản cùng Hãng Phim truyện I sản xuất. Phim nói về ranh giới giữa sự sống và cái chết luôn thể hiện rõ nhất. Và giữa làn ranh ấy là sự khao khát bản năng của con người luôn ao ước có con nối dõi. Bộ phim kể về Linh "gấu" (Võ Thành Tâm) sinh ra trong gia đình nông thôn với bà mẹ luôn ao ước có một đứa cháu để nối dõi tông đường, Linh cưới vợ nhưng không bao lâu phải bước vào quân ngũ, mang trong lòng nỗi nhớ vợ và ao ước có một đứa con. Phim công chiếu vào Lễ khai mạc Tuần phim kỷ niệm 60 năm Ngày Toàn quốc kháng chiến, 62 năm Ngày thành lập Quân đội Nhân dân Việt Nam.

## Nội dung
Khoảng năm 1968 - 1970, cuộc Chiến tranh Việt Nam vẫn còn đang tiếp diễn, Linh "gấu" là một người lính vận tải trên tuyến đường Trường Sơn, anh luôn khao khát có một đứa con với cô vợ tên O Lợi ở quê nhà Quảng Bình. Mẹ anh cũng muốn anh sinh cho bà một đứa cháu nội nối dõi tông đường. Một ngày nọ, Lợi và mẹ Linh đến doanh trại của Linh để thăm anh, nhưng anh đã đi công tác nên không gặp được hai người. Trong doanh trại của Linh còn có Đán và Nga, hai người thợ bảo trì những chiếc xe tải. Đán đem lòng yêu Nga nhưng không dám nói ra. Nga có một người anh trai đang dạy học ở Quảng Bình, cô nhờ một anh cán bộ chuyển lá thư của cô cho anh trai, nhưng anh cán bộ này đã chết khi doanh trại bị máy bay địch ném bom sau đó. Linh biết được vợ và mẹ đến thăm mình, anh quay về doanh trại thì hai người đã rời đi.
Thủ trưởng Thạnh muốn tạo cơ hội cho Linh gặp gia đình, ông cử Linh và Đán đi giao một chuyến hàng "đặc biệt" trong Quảng Bình, trong vòng ba ngày họ phải trở về. Nga kiên quyết đòi đi theo Linh và Đán, Thủ trưởng Thạnh đành phải đồng ý. Máy bay địch liên tục dội bom suốt ngày đêm, nhóm của Linh phải dừng xe lại để giúp đỡ thu dọn xác của những chiến sĩ ngã xuống trong một trận bom. Đến ngôi làng của Linh, họ thấy nơi đây đã trở nên hoang tàn, may mắn là Lợi và mẹ Linh vẫn còn sống. Mặc dù Đán và Nga bảo Linh ở lại với vợ một đêm, nhưng Linh vẫn quyết định đi giao hàng cùng hai người bạn. Trên đường đi, họ thấy một bãi bom từ trường. Linh bảo Đán và Nga xuống xe, còn anh liều lĩnh lái xe qua bãi bom. Một số bom phát nổ nhưng Linh vẫn còn sống và phát hiện ra hàng "đặc biệt" trên xe chỉ toàn là giấy trắng, anh tức giận khi mình phải liều mạng chỉ vì số giấy này. Nga giải thích rằng số giấy này dành cho trẻ em tập viết vì trong lúc chiến tranh thế này bọn trẻ luôn thiếu thốn dụng cụ học tập.
Nhóm của Linh đến được ngôi làng cần giao hàng, nơi đây cũng vừa trải qua một vụ ném bom khác, anh trai của Nga đã chết trước khi hai anh em có thể gặp nhau. Trẻ em trong làng vẫn bình yên vô sự do trốn trong hầm trú ẩn, Linh lấy số giấy trên xe phát cho bọn trẻ. Trên đường quay về doanh trại miền Bắc, Nga chăm sóc vết thương cho Linh ở trong thùng xe, hai người đã quan hệ tình dục. Sau đó có thêm một trận bom nữa đã giết chết Linh và Đán. Nga là người sống sót duy nhất, cô đã mang thai đứa con của Linh. Một thời gian sau, Nga sinh con trong một bệnh viện dã chiến, bên cạnh cô có Lợi và mẹ Linh.

## Diễn viên
- Võ Thành Tâm vai Linh "gấu"
- Kiều Thanh vai Nga
- Nguyễn Kim Trang vai O Lợi, vợ Linh
- Phạm Thanh Thủy vai Mẹ Linh
- Nguyễn Ngọc Trung vai Đán
- Nguyễn Văn Báu vai Thủ trưởng Thạnh
- Đức Hải vai Xa đội trưởng
- Hồng Anh vai vợ Thạnh
- Mạnh Hà vai anh nuôi
- Thành Lợi vai phụ xe
- Thái Ninh vai Bác sĩ quân y
- Văn Hà vai Lái xe Quảng Bình
- Bé Phùng Minh Toàn vai con trai Linh

## Sản xuất
Ban đầu dự án phim Sinh mệnh được Hãng Phim truyện I giao cho đạo diễn Nguyễn Quang.
Sinh mệnh là tác phẩm truyện nhựa thứ ba của đạo diễn Đào Duy Phúc sau "Chiến dịch trái tim bên phải" và "2 trong 1". Phim lấy bối cảnh chính trong khu rừng Đá Chông (Hà Tây). Cây cối rậm rạp, cao quá đầu người, để có được một khu đất trống làm trường quay, cả đoàn phim phải xắn tay áo lo chặt cây, xới cỏ. Những cái lán lá, những trại căng bằng vải dù được dựng lên như giữa rừng Trường Sơn! Khu rừng Đá Chông là rừng nguyên sinh nằm trong danh sách được bảo tồn. Muốn có những cảnh cháy, nổ, lửa bùng lên cao, tạo hình ảnh đẹp, thì lại sợ cháy rừng.
Làm phim về chiến tranh với 72% kinh phí nhà nước tài trợ (hơn 1 tỷ), đoàn làm phim Sinh mệnh phải tính toán kỹ lưỡng đến từng viên đạn, từng quả nổ. "Riêng kinh phí cho quả nổ, đến giờ phút này, chắc chắn là chúng tôi thiếu nhiều! Chưa kể đến những hòm đạn, đến những đoàn xe ra trận, rồi trực thăng ném bom...", đạo diễn cho biết. Muốn thể hiện những cảnh chiến tranh càng ác liệt thì càng tốn kém. Không ác liệt thì không gọi là chiến tranh, khán giả lại chê phim làm như trò đùa. Riêng những chiếc xe tải vận chuyển vũ khí, thuê rất đắt. Không những thế, phải thuê luôn cả người lái xe, vì diễn viên mình "bó tay", không lái được. Diễn tả hình ảnh những đoàn xe ra trận, mỗi đoàn xe khoảng 10 đến 15 chiếc, mỗi xe thêm một người lái, người chỉ huy... Kinh phí "ngót nghét" trăm triệu.
Đạo diễn Phúc cũng chia sẻ về việc tuyển Võ Thành Tâm vào vai nam chính, "Đã chọn được diễn viên nam ở Hà Nội vào vai Linh "gấu" nhưng rồi anh lại mời Võ Thành Tâm vì ngoài ngoại hình và khả năng diễn xuất đáp ứng yêu cầu, Tâm còn lái được loại xe có trọng tải lớn. Trước đây chọn vai nam chính cho "2 trong 1" (với yêu cầu ngoại hình tốt, diễn tốt) cũng là một khó khăn với anh. Những người như Võ Thành Tâm bây giờ là hiếm?"

## Công chiếu
Được chọn chiếu trong Lễ khai mạc Tuần phim kỷ niệm 60 năm Ngày Toàn quốc kháng chiến, 62 năm Ngày thành lập Quân đội Nhân dân Việt Nam cũng là buổi ra mắt đầu tiên của bộ phim Sinh mệnh do Đào Duy Phúc đạo diễn, Hãng phim truyện I sản xuất.

## Đón nhận

### Đánh giá chuyên môn
Văn Phong của báo Nhân dân khen ngợi tài đạo diễn của Đào Duy Phúc khi viết: "Không trải qua bom đạn của chiến tranh nhưng Đào Duy Phúc đã tìm tòi, học hỏi để có những kiến thức cơ bản về đề tài này khiến người xem xúc động bởi những chi tiết, hình ảnh trong phim. "Sinh mệnh" là một tác phẩm điện ảnh chân thực và giản dị, đau thương chồng chất nhưng nghĩa tình đồng đội đã giúp họ vượt qua mọi hiểm nguy để chiến đấu giành độc lập tự do của dân tộc. Phim có tiết tấu nhanh, lời thoại mộc mạc và dí dỏm cùng với diễn xuất khá tốt của ba diễn viên chính đã làm nên thành công của bộ phim." Bích Hiệp cũng của báo Nhân dân thì nhận xét phim là "một tác phẩm điện ảnh chân thực và giản dị, đau thương chồng chất nhưng nghĩa tình đồng đội đã giúp họ vượt qua mọi hiểm nguy để chiến đấu giành độc lập tự do của dân tộc".

### Giải thưởng
Tại lễ trao giải Cánh diều vàng 2006, Sinh mệnh nhận ba giải thưởng ở các hạng mục: Giải báo chí phê bình, Biên kịch xuất sắc (dành cho Nguyễn Mạnh Tuấn), Nữ diễn viên phụ xuất sắc (dành cho Thanh Thủy trong vai mẹ Linh).